# 포켓몬스터 루비·사파이어
《포켓몬스터 루비·사파이어》(일본어: ポケットモンスター ルビー·サファイア 포켓토몬스타-루비·사파이아[*], Pokémon Ruby & Sapphire)는 게임 프리크가 개발하여 2002년에 닌텐도에서 발매한 게임보이 어드밴스용 게임이다.

## 3세대 포켓몬
포켓몬스터 루비 사파이어에서는 135마리의 새로운 포켓몬이 추가되었다.
이 새로운 포켓몬을 3세대 포켓몬이라고 부르며 3세대까지의 포켓몬의 총 수는 386마리이다.

## 배경
- 《포켓몬스터 루비·사파이어》의 배경은 호연 지방 (호우엔 지방)이며 3세대 포켓몬이 등장한다. 호연 지방에는 총 15개의 도시가 있으며 주인공은 미로 마을에서 시작한다.

- 배지를 총 8개 모으면 그랜드시티에서 포켓몬리그에 도전할 수 있으며 전당등록 이후에는 배틀타워에 갈 수 있다.

- 남주인공을 선택할 경우 여주인공 봄이 (하루카) 가 라이벌로 등장하며 반대의 경우 남주인공 휘웅 (유우키) 이 라이벌로 등장한다. (크리스탈 버전과 다르게 최초로 남 / 여 주인공이 동시에 등장한다.)

- 스타팅 포켓몬은 나무지기, 아차모, 물짱이이다.

- 루비 버전에서는 육지를 넓히려는 마그마단이, 사파이어 버전에서는 바다를 넓히려는 아쿠아단이 메인 빌런으로 등장한다.

## 시스템
- 전작에는 없었던 2:2 배틀, 나무열매 심기와 포켓몬 콘테스트와 같은 새로운 요소들이 대거 추가되었다.

- 박스를 바꿀 때 리포트를 작성하지 않아도 되며 여러 박스를 동시에 관리할 수 있고 벽지 등으로 꾸밀 수 있으며 박스 안에 있는 포켓몬이 지니고 있는 도구 관리를 관리하거나 박스 내의 순서도 바꿀 수 있어 더욱 편리해졌다.

- 게임 내에 등장하는 포켓내비라는 기계로 포켓몬의 컨디션, 트레이너의 정보를 확인할 수 있다. (에메랄드 버전에서는 금은버전과 유사하게 엔트리콜을 사용하여 트레이너를 추가하면 연락도 가능하다.)

- 포켓몬의 속성 중 특성과 성격이 추가되었다.

- 포켓몬스터 적·녹이나 포켓몬스터 금·은 등의 이전 게임보이 시리즈와의 통신은 불가능하며 대신 게임보이 어드밴스용으로 《포켓몬스터 파이어 레드·리프 그린》이 출시되어 1세대 포켓몬도 통신 교환을 통해 얻을 수 있다.

- 따라서 도감을 완성하기 위해서는 《포켓몬스터 파이어 레드·리프 그린》과의 통신이 필수적이다. 본작과 《포켓몬스터 파이어 레드·리프 그린》에서도 얻을 수 없는 일부 2세대 포켓몬들(2세대 스타팅 등)은 에메랄드 버전과의 통신도 필요하다.

- 나무열매로 포켓몬 스넥이라는 포켓몬 먹이를 만들 수 있다. 포켓몬 스넥을 먹이면 포켓몬의 컨디션이 좋아진다. 이 방법으로 특정 포켓몬의 진화 조건을 성립시킬 수 있다.

- 러닝슈즈가 추가되었으며 B버튼을 누르고 있으면 빠르게 달릴 수 있다.(B대쉬)

- 자전거의 종류는 2가지이며, 마하자전거는 속도가 빠르고 더트자전거는 점프 등의 액션이 가능하다.

### 영문판과 일본판의 차이점
- 영문판은 일본판과 다르게 선택 아이콘이 화살표가 아닌 빨간 네모 상자이다.

- 에메랄드 버전에서는 일본판과 영문판의 배틀심볼 모양이 각기 다르다.

## 포켓몬스터 에메랄드
- 포켓몬스터 에메랄드는 포켓몬스터 루비·사파이어의 후속작으로, 2004년 일본에서 발매되었다.

## 리메이크
포켓몬스터 루비•사파이어 10주년을 맞아 닌텐도 3DS 전용으로 발매되었다.

## 같이 보기
- 포켓몬스터